# Wankel-motor

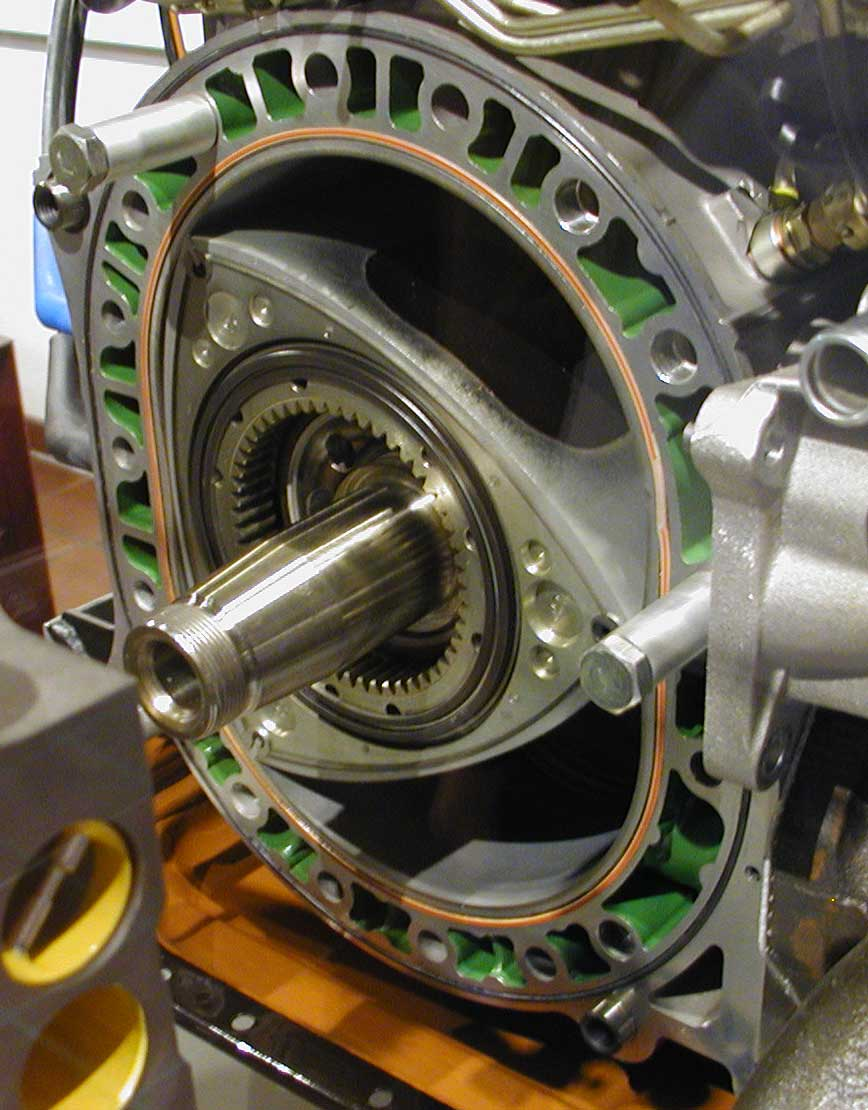
A Wankel-motor szerkezeti felépítése

A Wankel-motor mechanizmusa

A Wankel-motor a belső égésű motorok egyik fajtája, amelyben a dugattyú a hagyományos belső égésű motoroktól eltérően nem alternáló mozgást végez, hanem vízszintes tengely körül forog egy speciális alakú hengerben.

## Története
A forgódugattyús motorok alapelvét már a 19. században lefektették, de Felix Wankel német mérnöknek sikerült először azt a leghatékonyabbra kidolgoznia a 20. század első negyedében. A tömítés és a megbízhatóság problémáit ugyan sikerült megoldania, de így sem terjedt el széles körben. Bár nem az egyetlen bolygódugattyús motortípus, a Wankel-motort sorozatban gyártották autókhoz, és így vált a legismertebbé. Az új technikát hosszas fejlesztés és hányattatás után az 1950-es években az NSU-nál vették elő ismét. Elsőként az NSU Ro 80-asban került a piacra (995 köbcentis, 113 lóerős), átütő sikere nem volt, de később az NSU Prinz Sport alapjaira épített NSU Spiderbe került bele, ahol ki tudták használni a motor kis méretét és súlyát, így el tudták érni a 498 köbcentis (50 lóerős) motorral a 700 kg-os súlyt.
Macuda Cunedzsi, a Mazda akkori vezetője 1959-ben figyelt fel az NSU új meghajtására, és megpróbált licencjogot szerezni tőlük a Wankel-motorra. Az NSU elsőre bizalmatlanul tekintett a japánokra, de Macudát teljesen rabul ejtette ez a technológia, és végül 1961-ben sikerül hozzájutnia a licenchez. Ez tette lehetővé a Mazda számára, hogy Wankel-motorral szerelt gépkocsikat áruljon Japánban. Más cégek is érdeklődtek a licenc iránt: a DKW motorkerékpárt gyártott Wankel-erőforrással (DKW W2000, Hercules), a francia Citroën az RE-2-es helikopterbe, a Staverton és a MidWest motoros sárkányrepülőgépek hajtására tervezték felhasználni, de nagy számban repültek Wankel-motorral kisrepülőgépek is. A Citroën 1967-ben egy időre egyesült is az NSU-val egy Comotor nevű közös cég létrehozására, ami a Wankel-motor kapcsán jött létre, de az NSU 1969-es csődje után megszűnt. Ennek apropóján született a Citroën M35 nevű autó, ami a Citroën Ami kupé formájú változata volt; ezt a korlátozott darabszámú, Wankel-motoros típust kimondottan a motor tesztelése miatt hozták létre, de a Citroën GS-ből is létezett Wankel-motoros típus Birotor néven. Más járműgyártók is vizsgálták a motor alkalmazhatóságát, de ahol egyáltalán járműbe is került, az legtöbbször prototípus vagy kisszériás típus volt (például Mercedes-Benz C111). Még az akkori vasfüggönyön túl, Lada és Volga típusokban is kipróbálták, ahol ugyanazok a motorra jellemző problémák jelentkeztek, noha a motor sokat javított a szovjet típusok eredeti menetteljesítményein. Emellett alkalmazták kiegészítőmotorként is valamely alrendszer meghajtására, például biztonsági övfeszítő-rendszerhez.

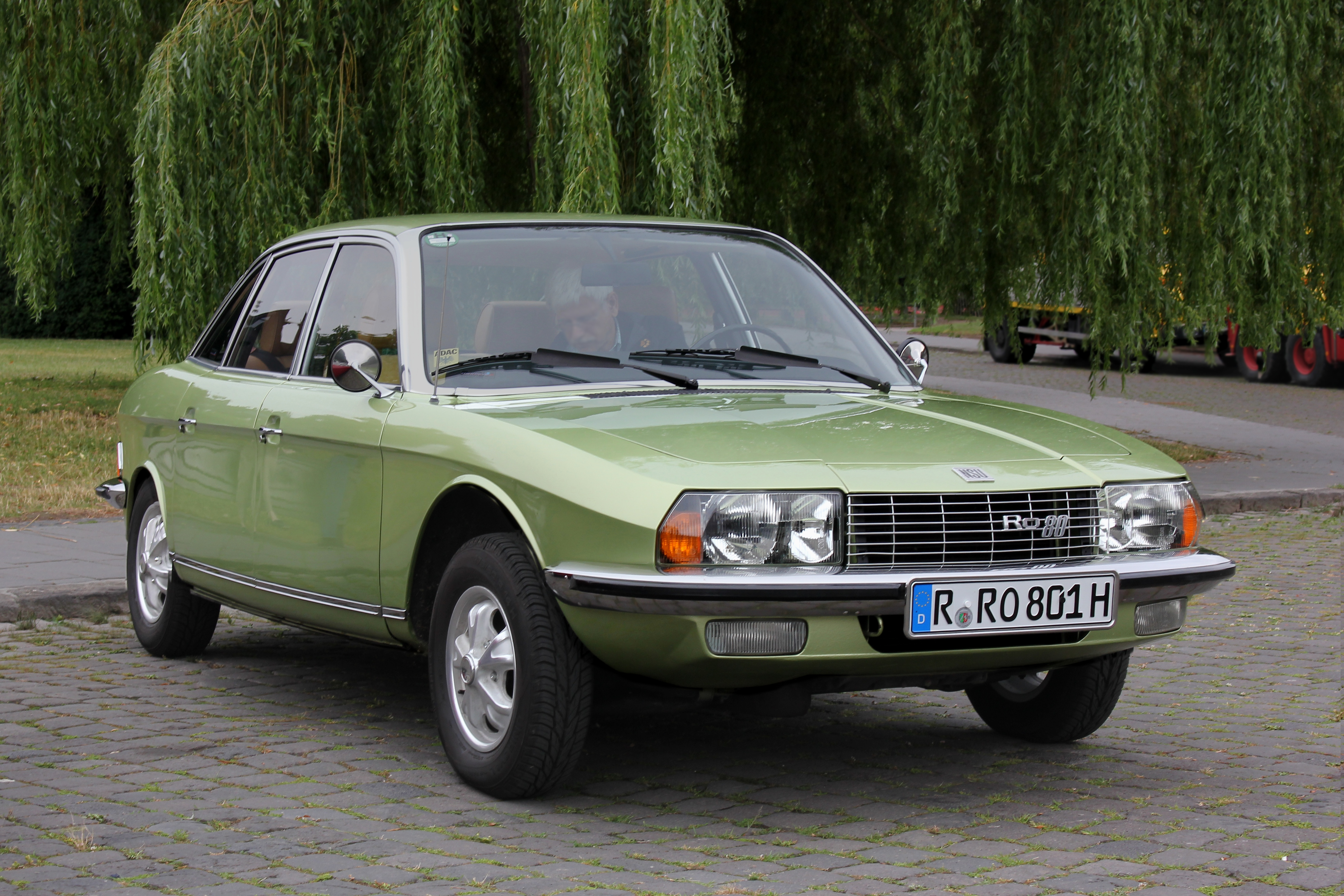
NSU Ro 80
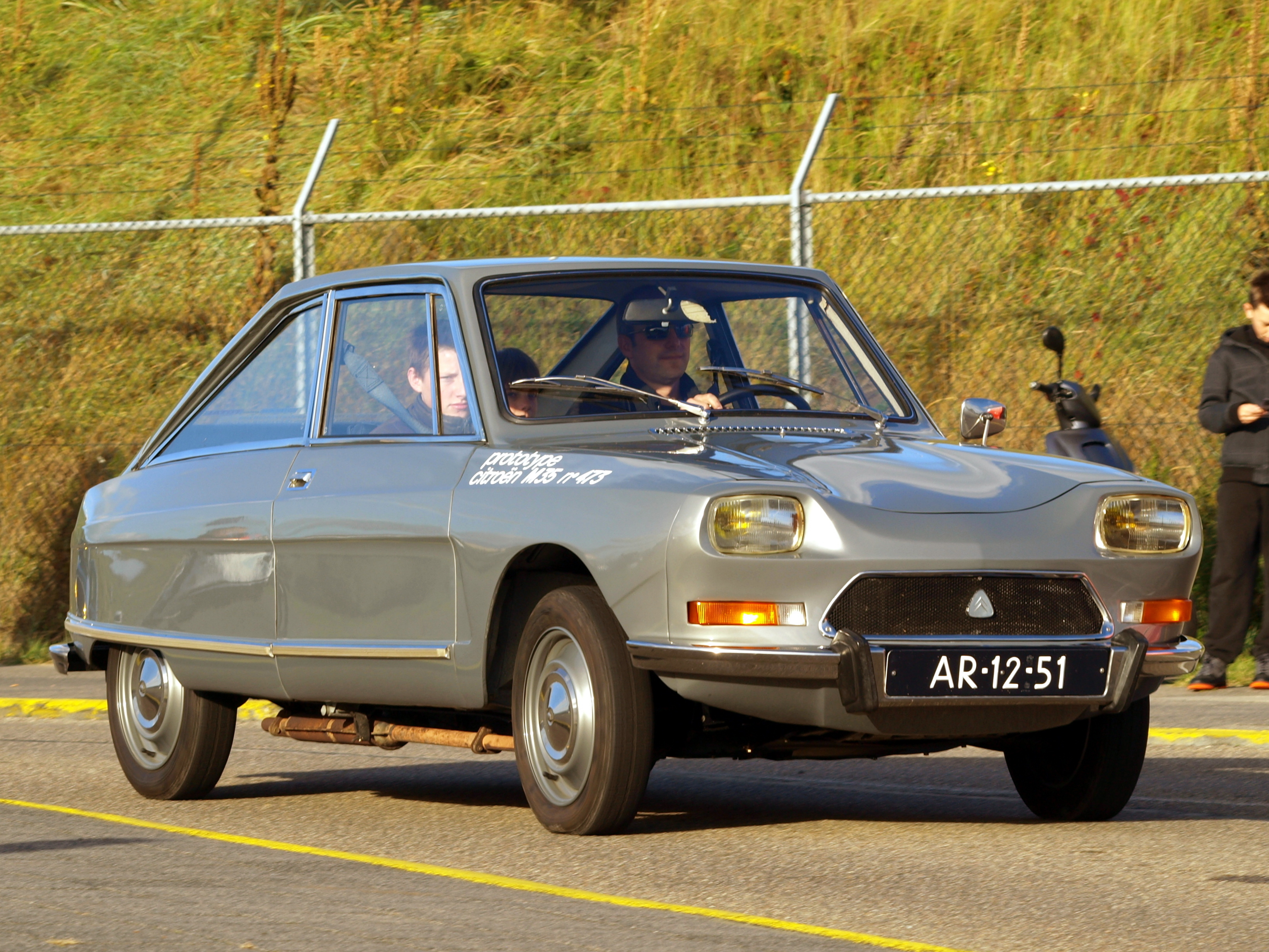
Citroën M35
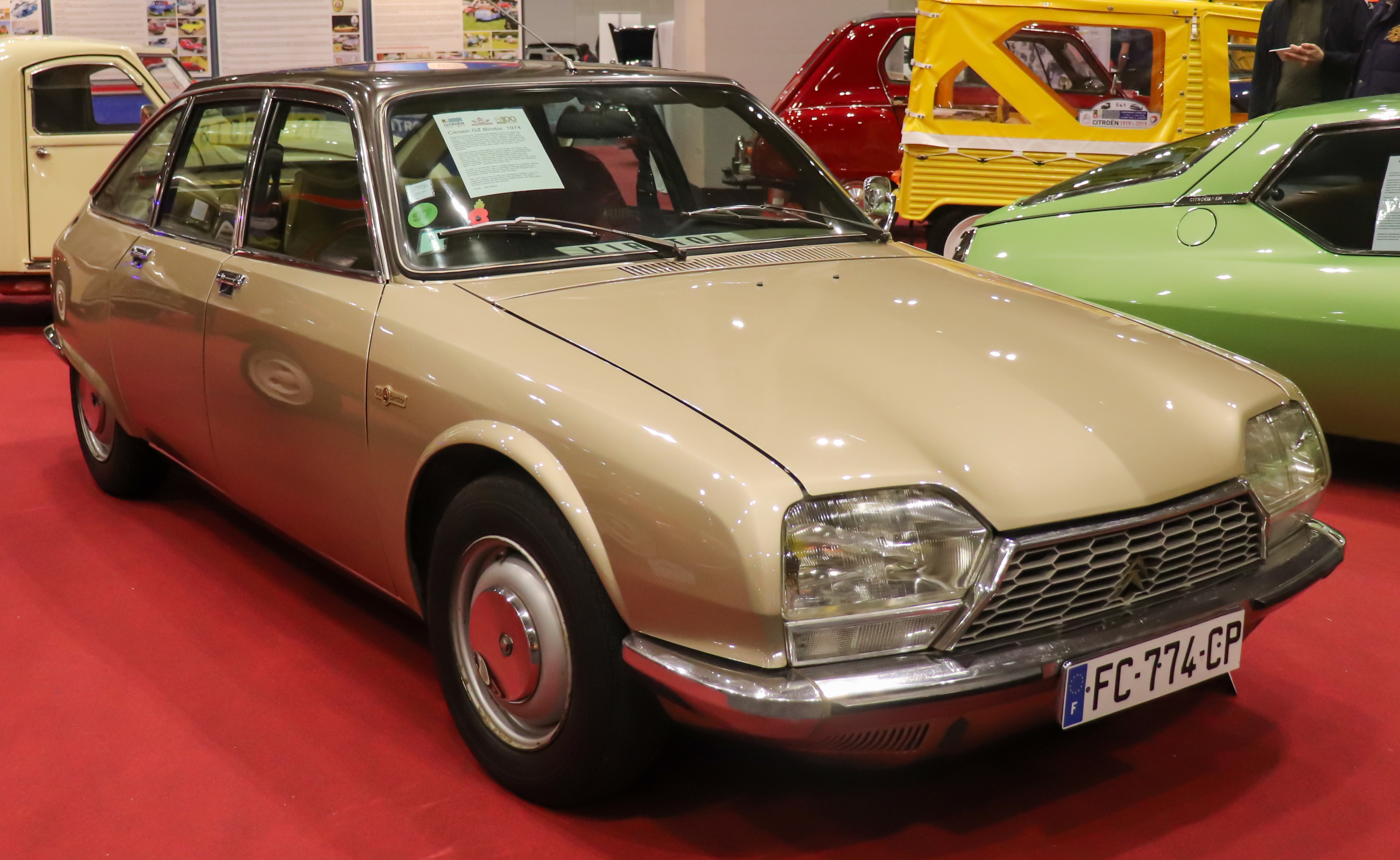
Citroën GS Birotor
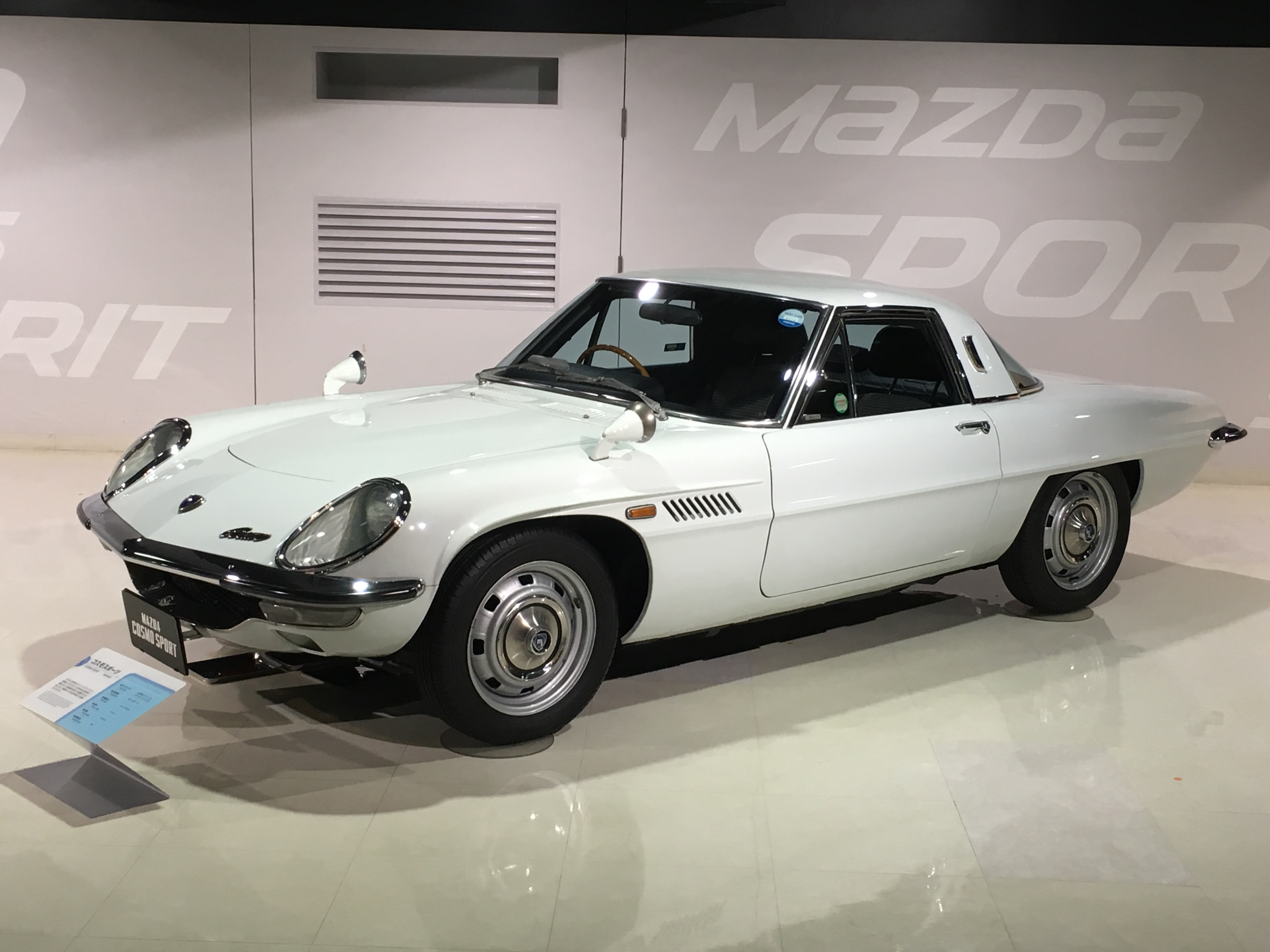
Mazda Cosmo Sport
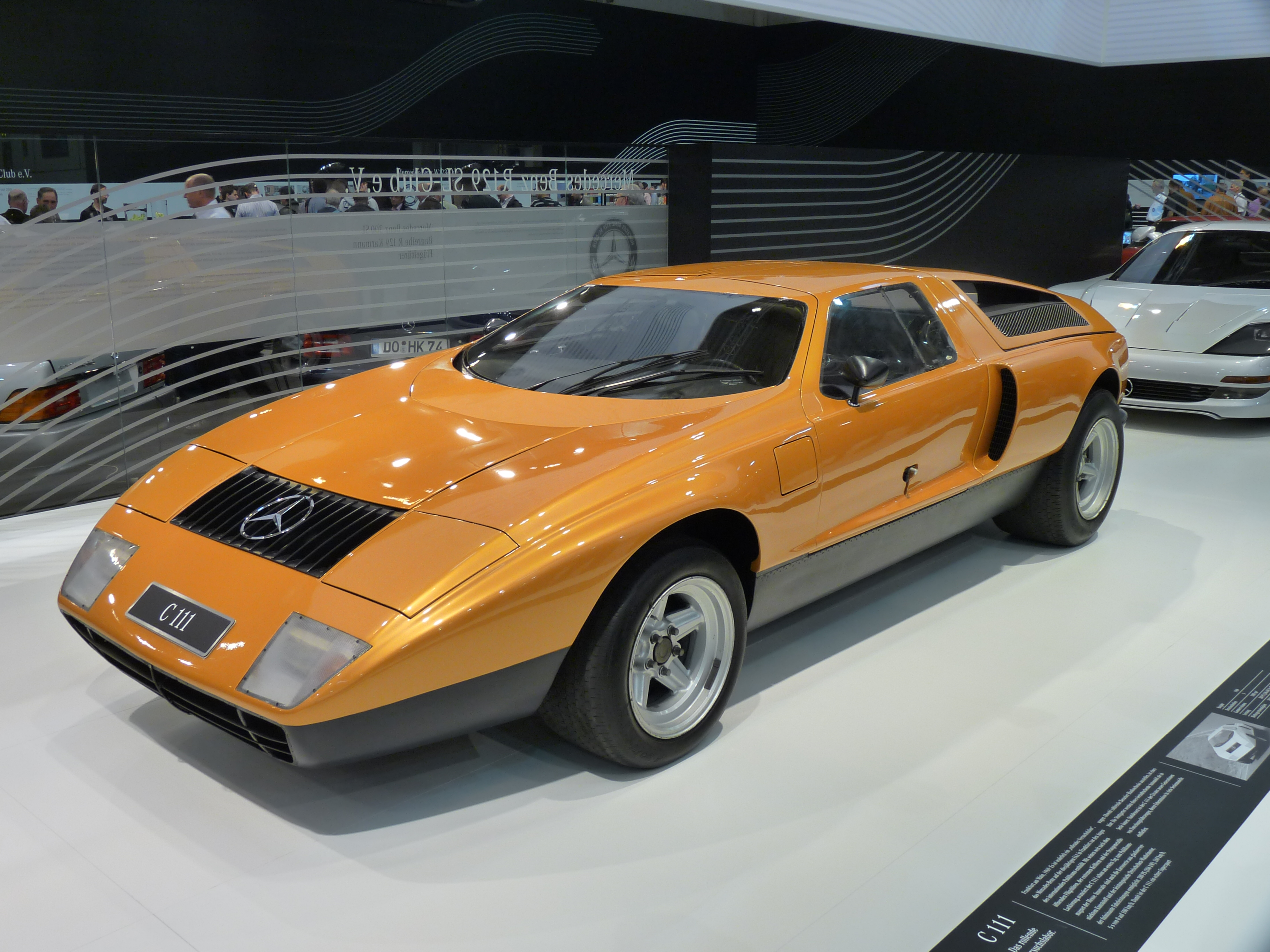
Mercedes-Benz C111-I

A technológia korántsem tökéletes: keverékolajozás, füstölés, gyakori szerviz, a Mazda mégis bízott a sikerben. Külön kutatóközpont épült a bolygódugattyús motor fejlesztésére, aminek vezetését Jamamoto Kenicsire bízzák. Mindezt akkor, amikor minden más gyár, amelyik licencet vásárolt az NSU-tól, feladta a motorral kapcsolatos terveit, ebbe a '70-es évek eleji olajárrobbanás is belejátszott, ami miatt a nagy üzemanyagigényű Wankel-motor nem volt gazdaságos. A japán kormány viszont akkoriban össze akarta vonni az autógyártásban érdekelt vállalatokat. A Mazda (akkori nevén Toyo Kogyo) arra a következtetésre jutott, hogy ha sikerül valami különlegeset felmutatniuk, talán elkerülhetik a más cégekkel történő egybeolvasztást.
1963-ban bemutatták első saját Wankel-motorjukat a Mazda Cosmo egyik korai prototípusában, amit végleges formában 1965-től gyártottak sorozatban 982 köbcentis, 110 lóerős L10A motorral. 1968-ban a Nürburgringen a Cosmo sport verziója is bemutatkozott.
1968-tól már két modellt gyártottak, a Mazda R100-as kupét, és a Mazda Familia Rotary-t, ami az előző négyajtós változata volt. Ezek nem voltak túl népszerűek, de erre alapult egy későbbi nagysikerű sorozat: 1970-ben megjelent az RX-2 és az RX-3, 1972-től az RX-4, a motor pedig más típusokba is került, ilyen volt az amerikaiasabb formavilágú Mazda Rotary Pickup, Mazda Roadpacer, Mazda Luce. Az RX-5 váratlan sikert hozott a Mazdának, sokan ezt az RX-5 öt ismerik Mazda Cosmónak. Ebben talált igazi helyére a Wankel-motor kis súlya, köbcentijéhez képest nagy teljesítménye miatt, és eddigre a korai problémák egy részét is át tudták hidalni.
Az RX-5-öt 1985-ig gyártották, több motorgenerációval, és az 1984-től gyártott RX7 is sikeres lett, főleg az 1985-től belekerült 13B-DEI motorral (1308 köbcenti és 185 lóerő). Az RX7 2002-ig volt gyártásban, szériában a 280 lóerős, szintén 1308 köbcentis turbós 13BREW Wankel-motor volt az egyik legerősebb, bár ma már alig látni széria darabot, a fennmaradt RX-7-ek 99%-a tuningolt (nem ritkán látni a 20B és 26B motorok használatát, és az 1000 lóerő feletti teljesítményt).

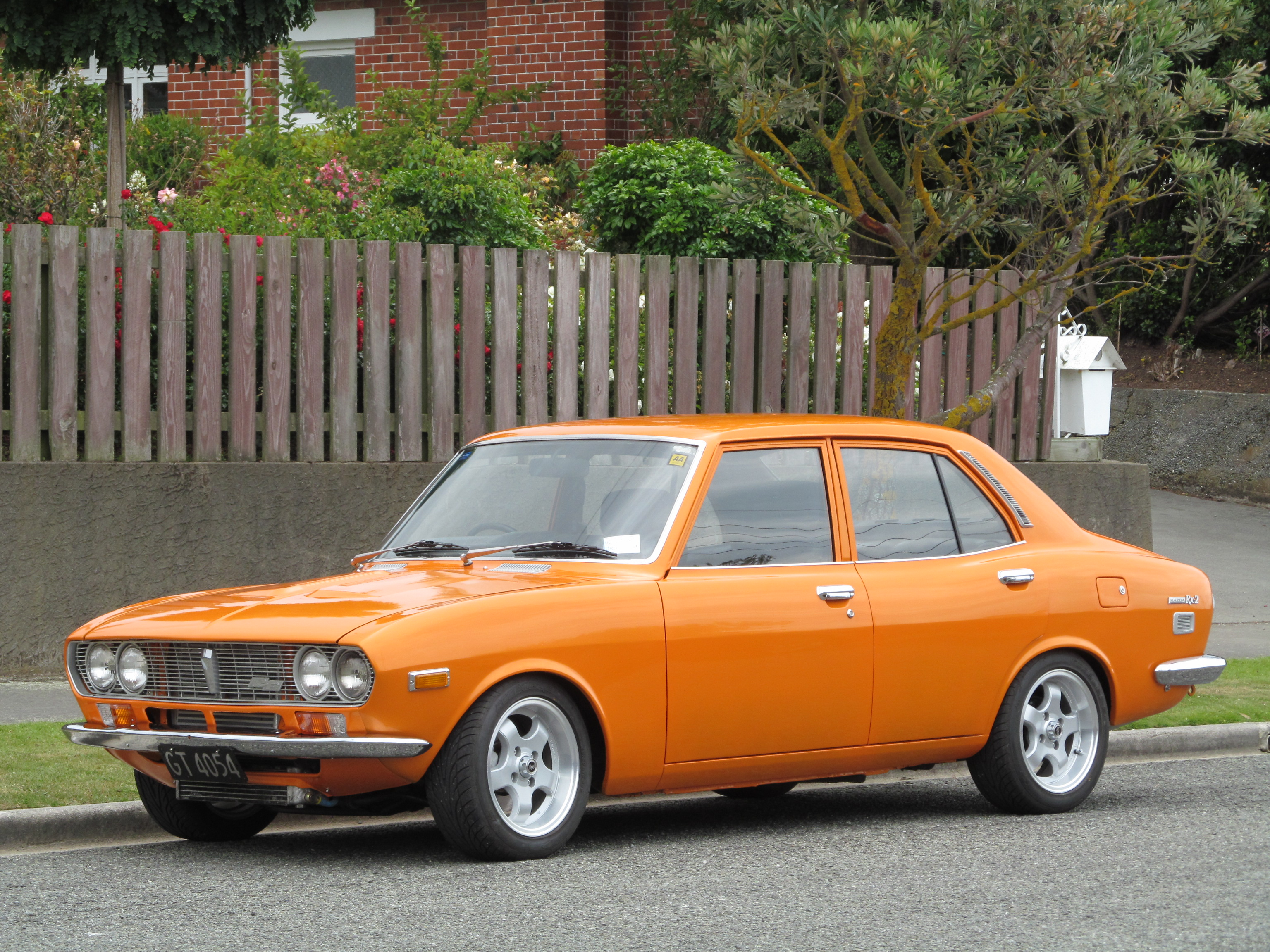
Mazda RX-2
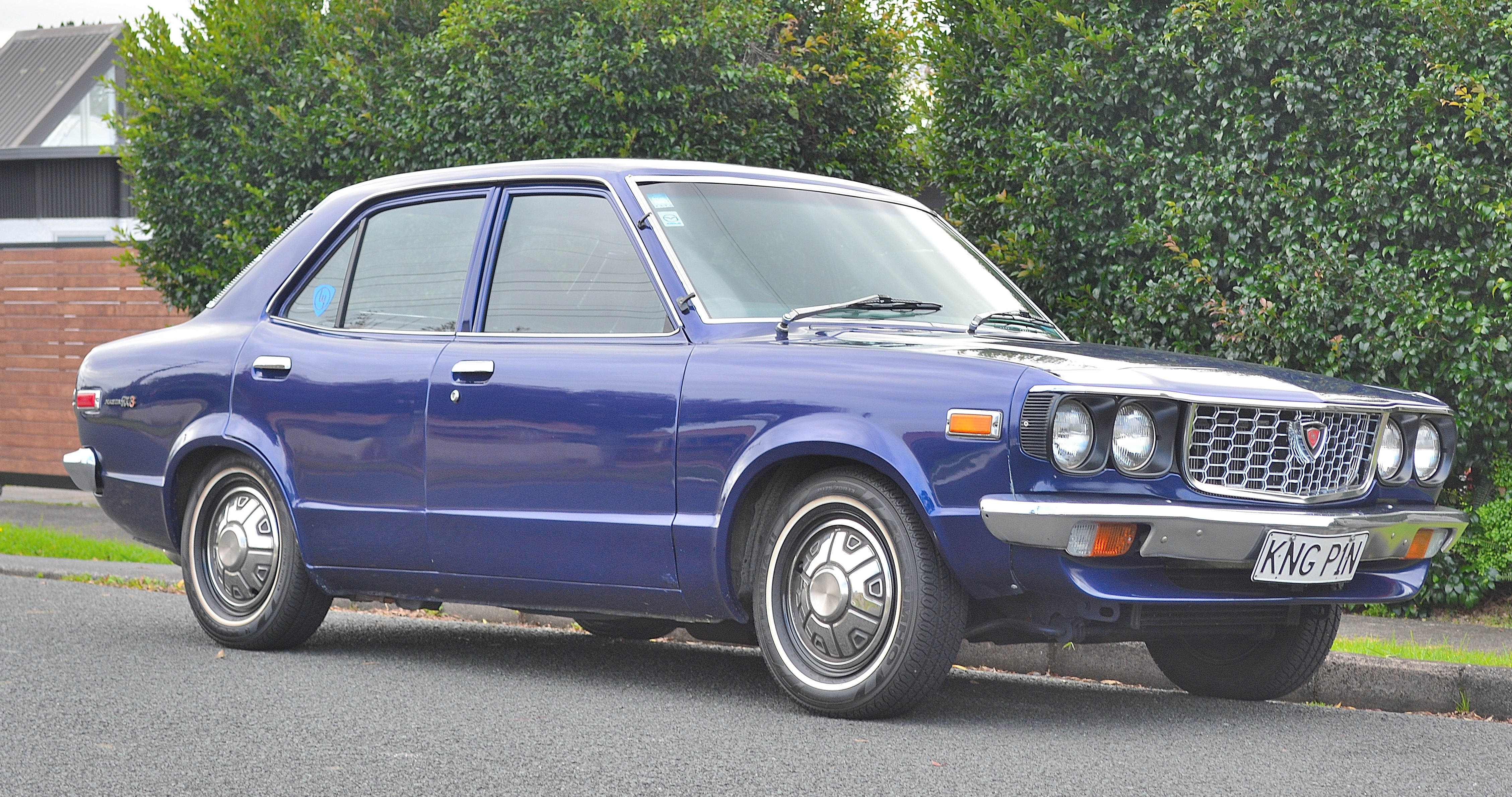
Mazda RX-3
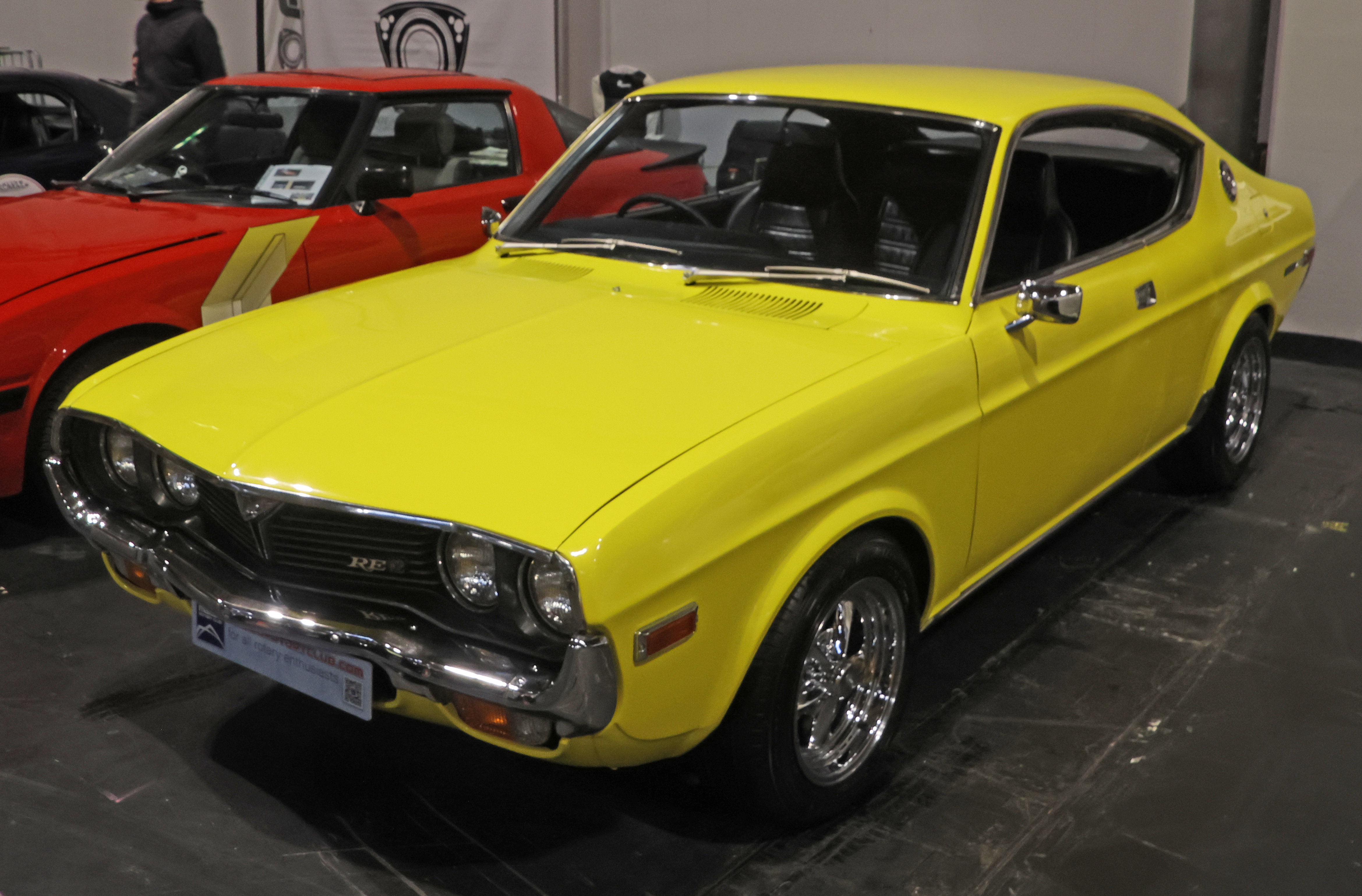
Mazda RX-4
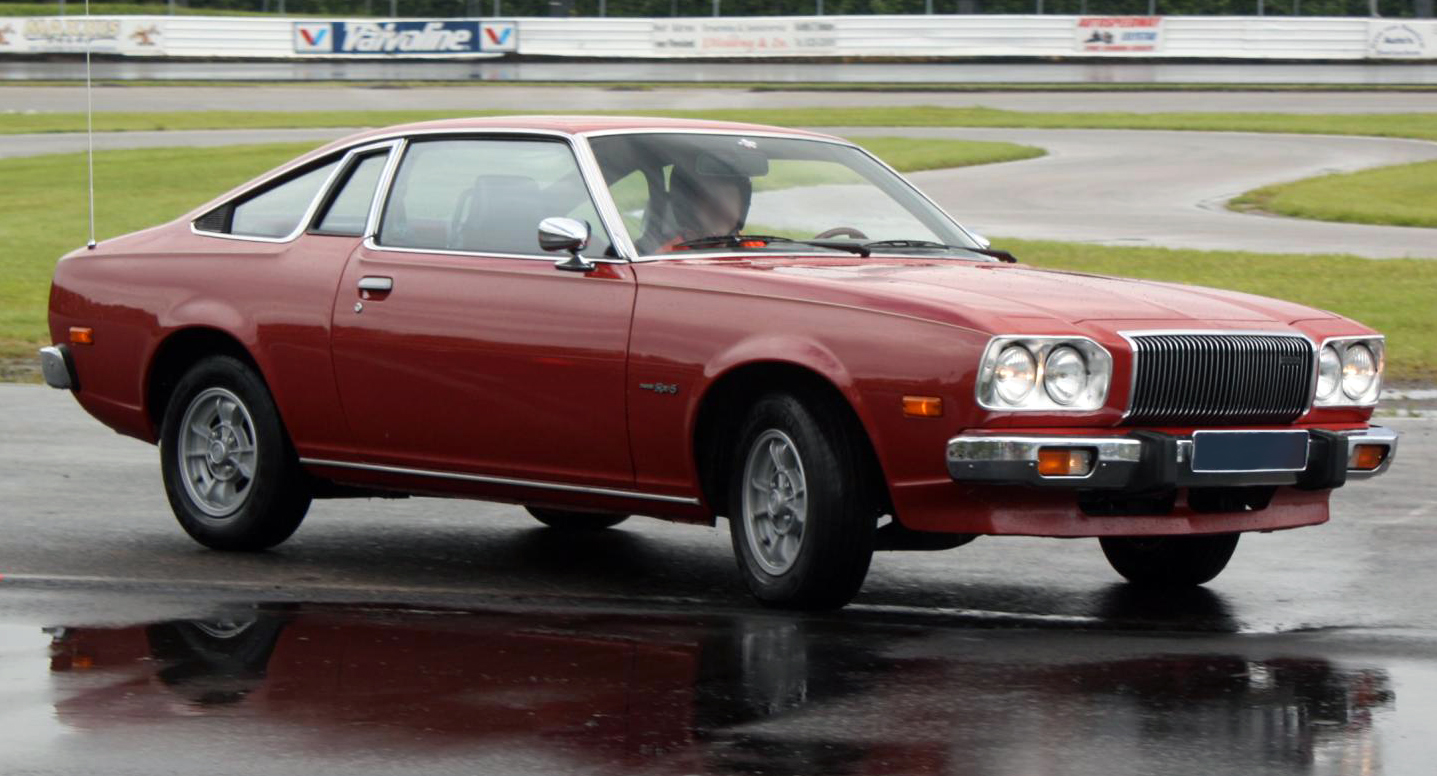
Mazda RX-5
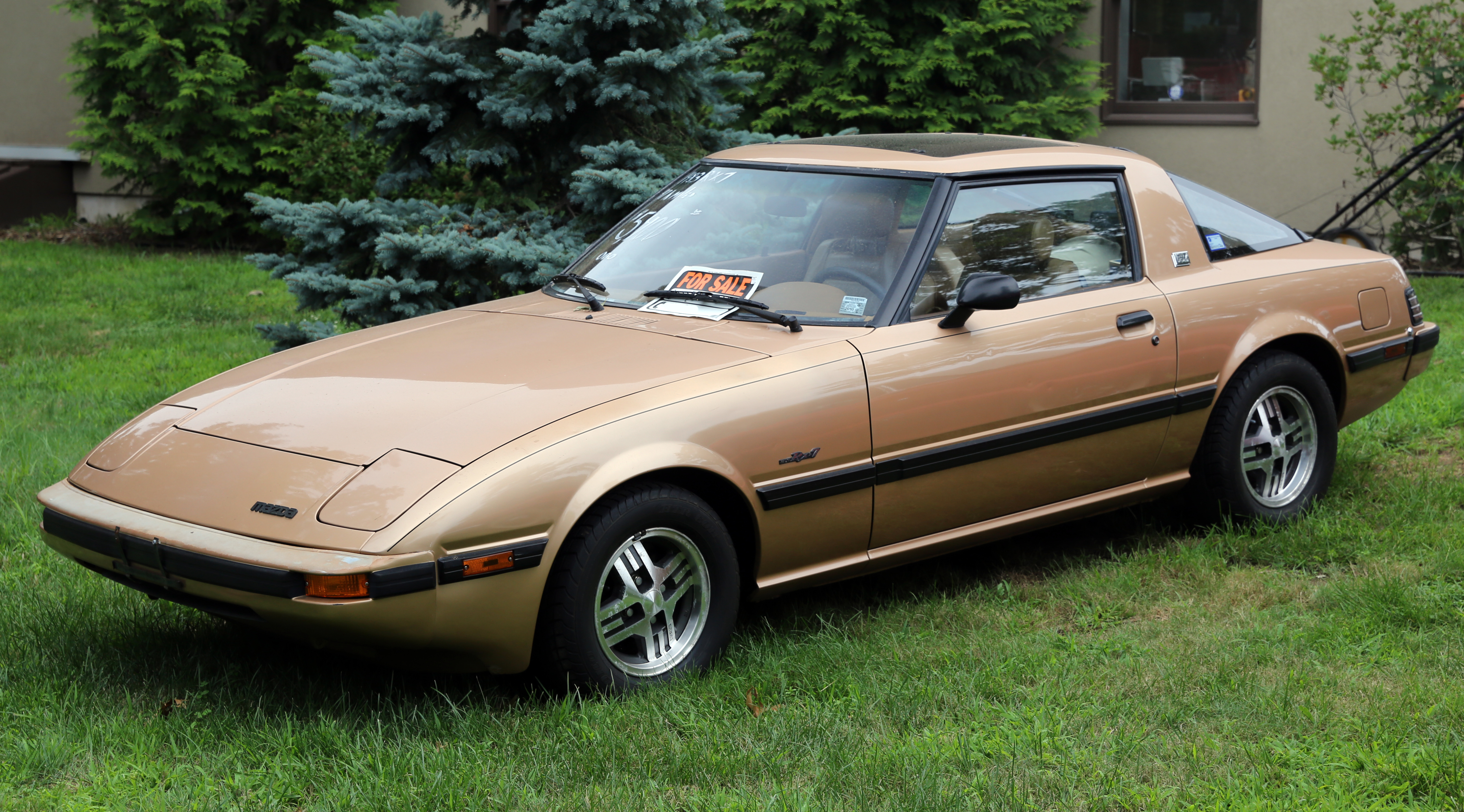
Mazda RX-7
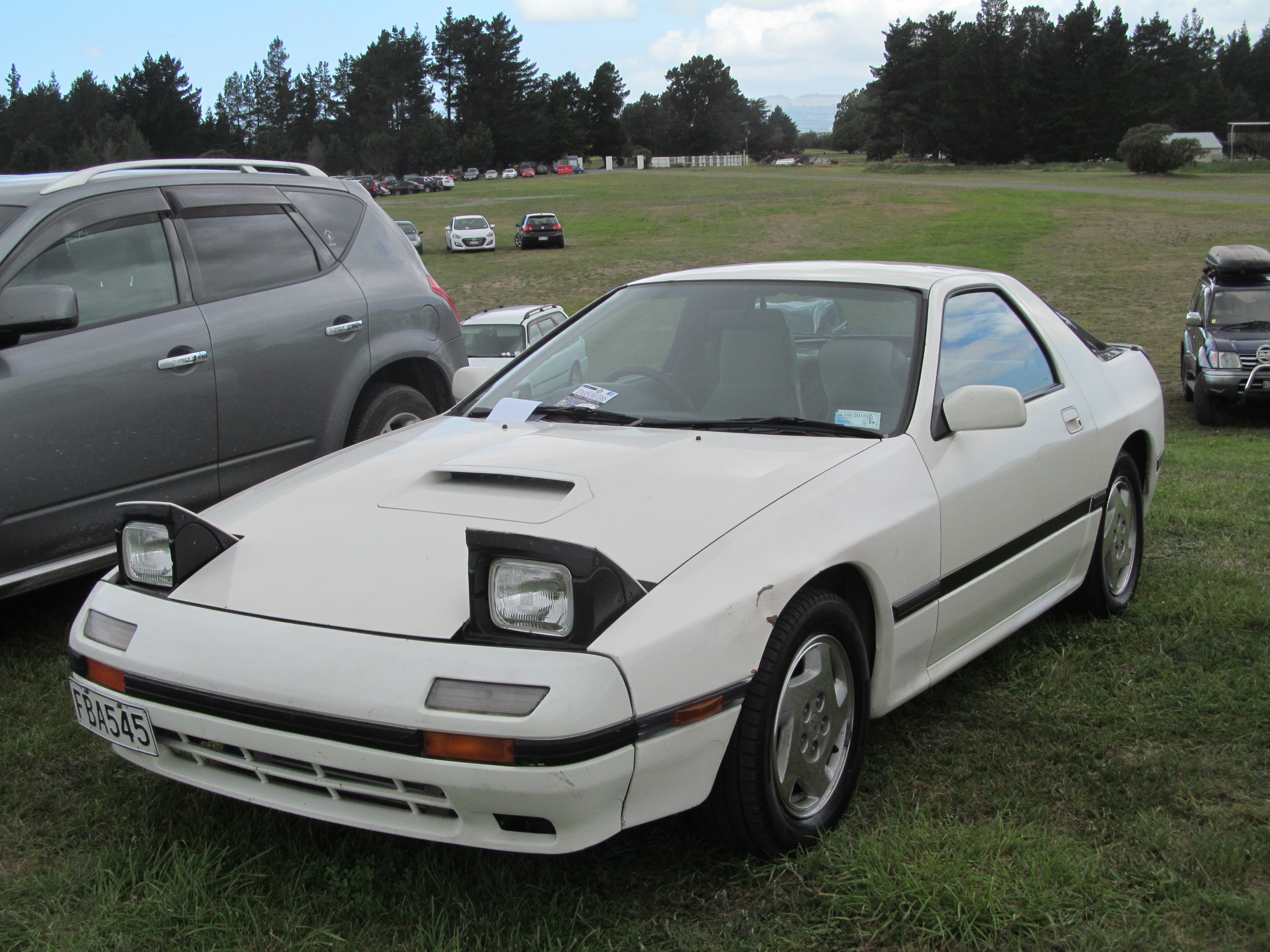
Mazda RX-7 (FC)
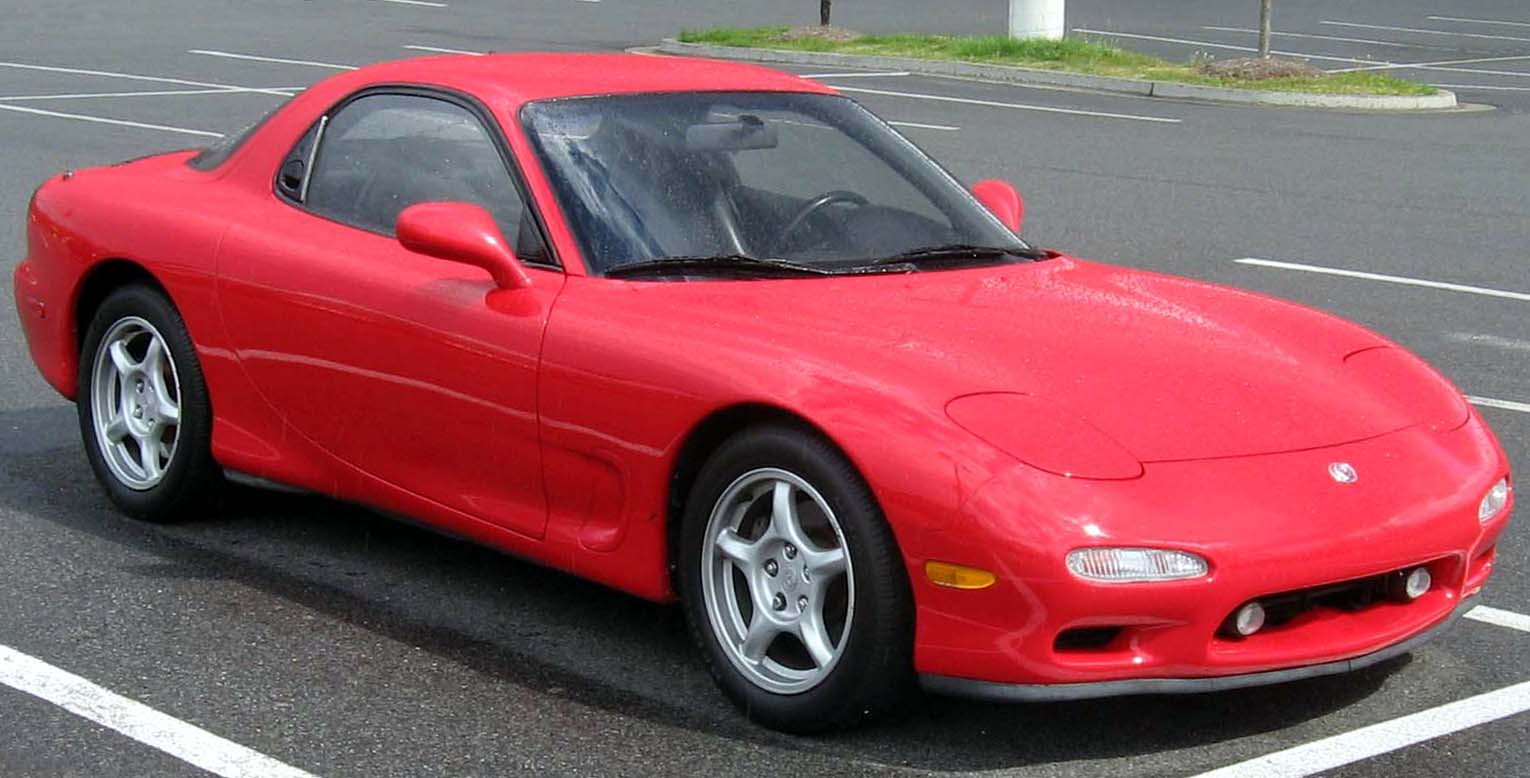
Mazda RX-7 (FD)
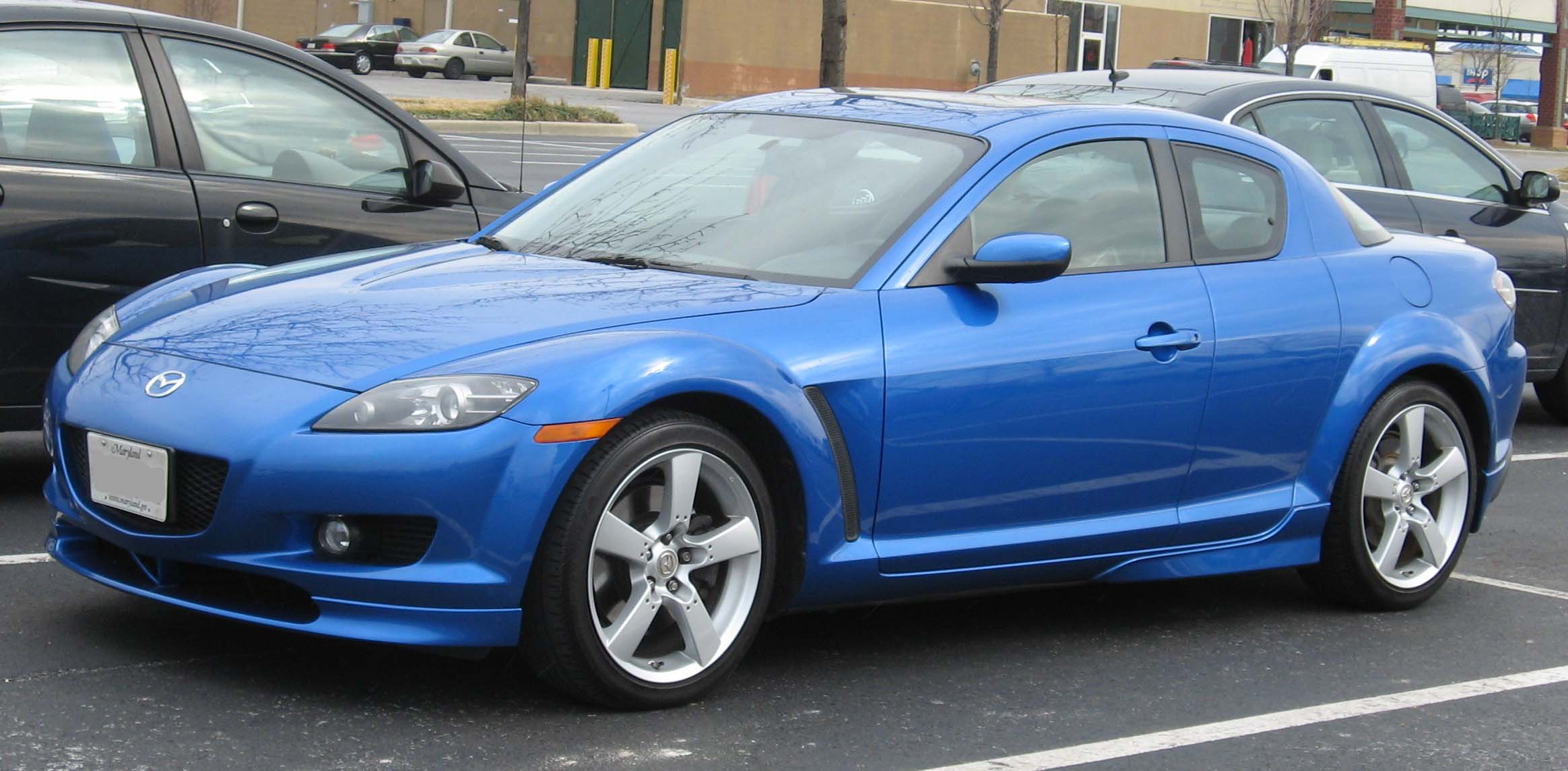
Mazda RX-8

A Mazda 2003-tól kezdte el gyártani az RX-8-at, amibe a 13Brenesis került, jobb környezetvédelmi paraméterekkel; 1308 köbcentis turbó nélküli motorból 192 és 242 lóerő került a motorháztető alá, de az RX7-el ellentétben nem versenyautó, hanem egy négyszemélyes, négyajtós élményautó lett, ebben a kategóriában szokatlanul jó úttartással és stabilitással. 2012-ig volt gyártásban. Voltak kísérletek-tanulmányok a további zöldítésre (hidrogén hajtás), és a versenysportban is egy kedvelt típus volt, de a CO kibocsájtás fontosabb lett a gyáraknak, mint az élmény, ezért a Mazda más irányba ment a sportmodelljeivel is. Amikor a Mazda utód nélkül leállt a gyártásával, kijelentette, hogy a Wankelt nem veti el, tovább dolgozik környezetvédelmi paraméterein és a fogyasztás csökkentésén. Több Mazda RX-Vision tanulmányautóról is hírt adtak, de nyilvánosan nem ismert még, hogy lesz-e szériagyártás. A reményt növeli, hogy Mazdának az RX-8 óta nincs sportautója (a 3-as és a 6-osból kialakított sportosabb modellek nem kifejezetten sport modellek, sem úttartásban, sem súlyeloszlásban).

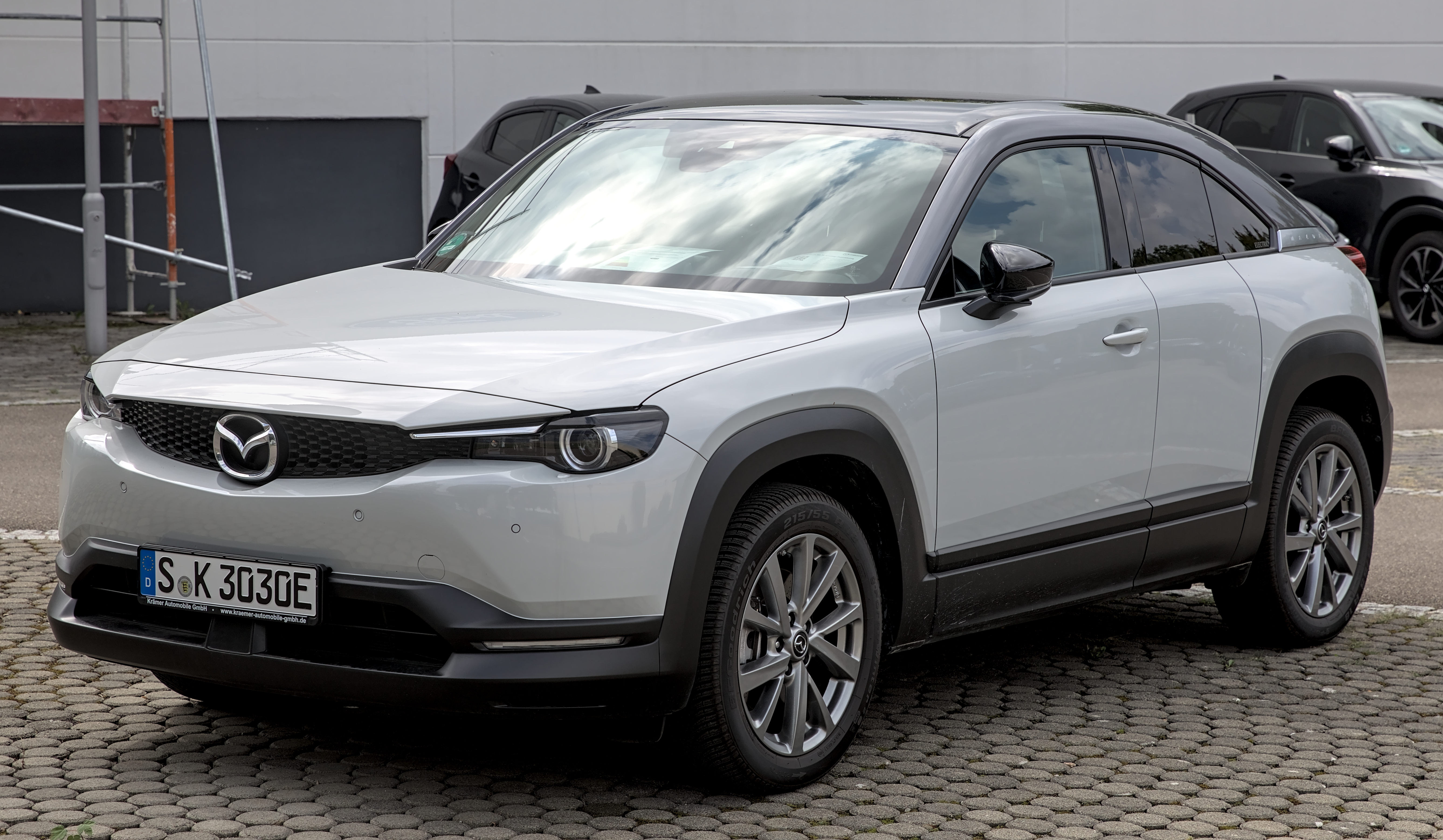
Mazda MX-30 R-EV

2023-ban a Mazda MX-30 R-EV hibrid típusban jelent meg újra Wankel-motor, de a 74 lóerős motornak itt sem a jármű meghajtása a feladata, hanem csupán generátorként működik, amivel megnő a kocsi hatótávja.
A motor előnyei a dugattyús motorokhoz képest:
- Fajlagos teljesítménye akár háromszor akkora, mint egy dugattyús belső égésű motoré.
- A vibráció lényegesen kisebb.
- Szélesebb üzemi fordulatszám-tartomány.
- A dugattyús motoroknál lényegesen kevesebb alkatrész.
- Egyszerűbb és olcsóbb tömeggyártás az égéstér bizonyos részei esetén is, ami tervezett motorolaj-fogyasztást eredményez; továbbá a jó kenés és a korommentes égés kompromisszumot igényel.

Hátrányok:
- Nagyon kényes a motorolaj minőségére.
- A főtengely siklócsapágyaknál a motorolaj kopást eredményezhet.
- A konvex háromszög formájú dugattyú éleinek kopása.